# Bijin-ga

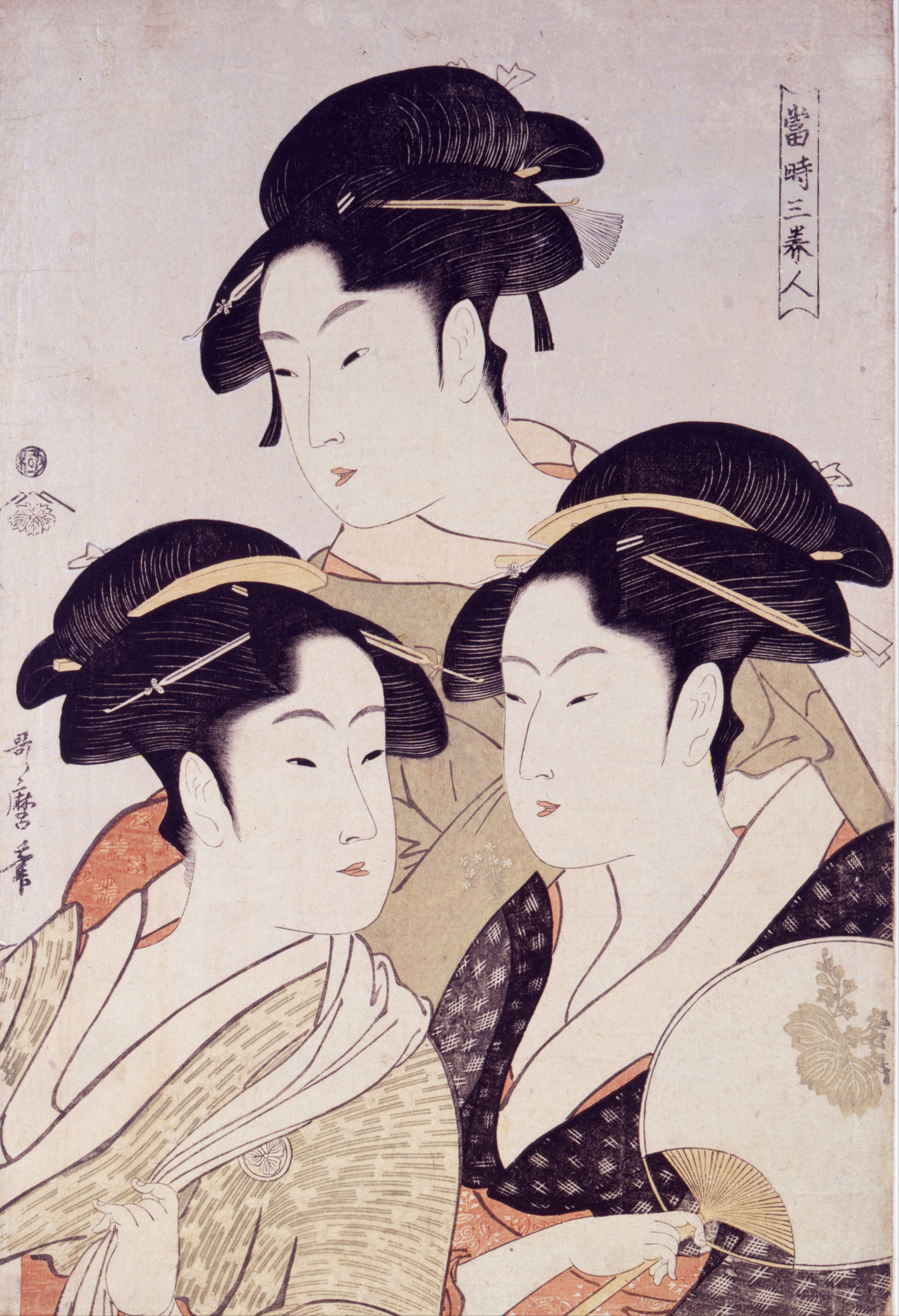
Utamaro, Trois beautés de notre temps. Naniwaya Okita est en bas à droite, Takashima Ohisa en bas à gauche, et Tomimoto Toyohina en haut.

Les bijin-ga (japonais : 美人画, « peintures de belles personnes », le terme bijin (美人) d'étymologie chinoise, signifiant morphologiquement « belle personne », mais s'appliquant principalement aux femmes), constituent l'un des grands genres de la peinture et de l'estampe japonaises ukiyo-e.

## Place desbijin-gadans la culture de l'ère Edo

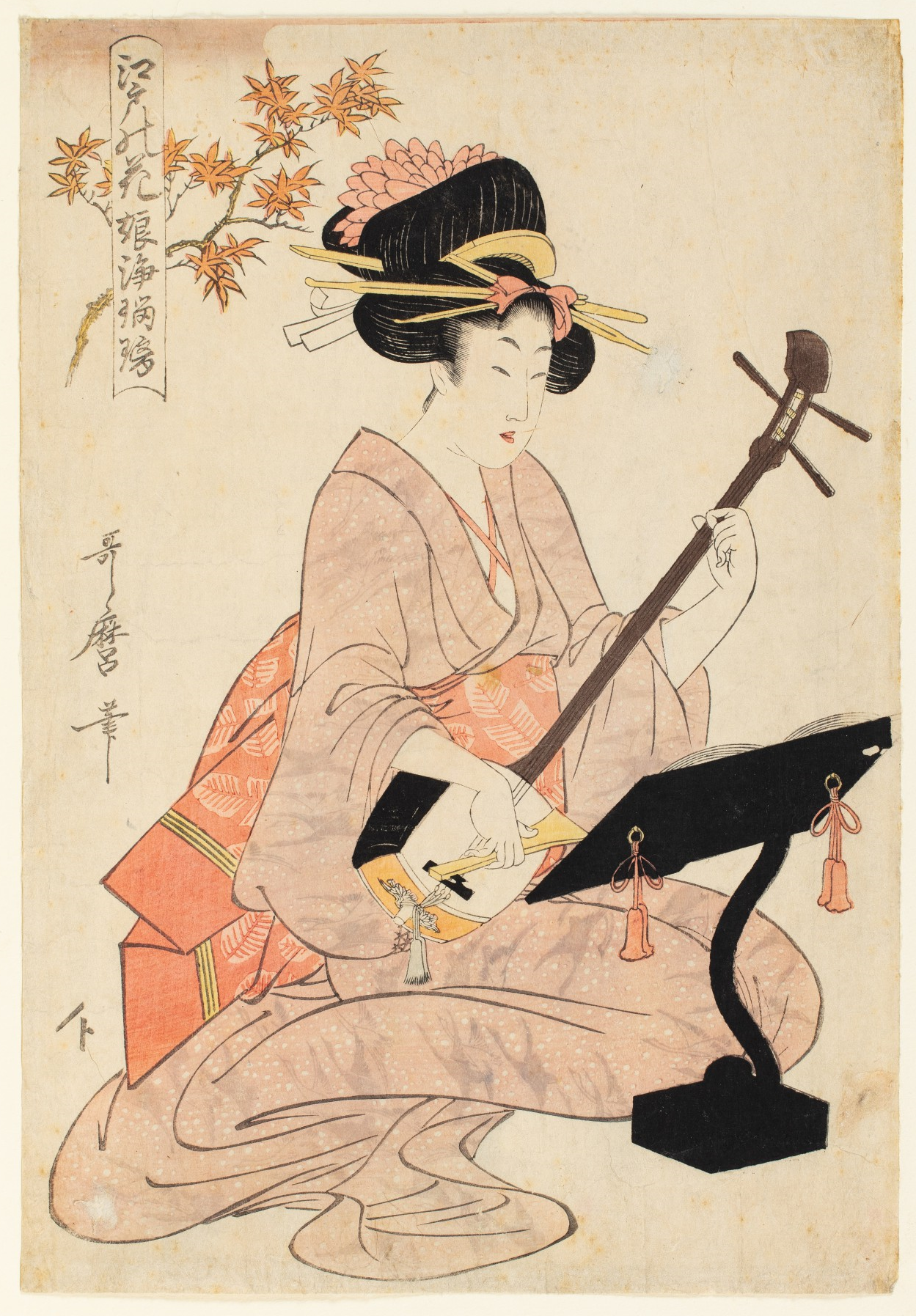
Kitagawa Utamaro, Fleurs d'Edo. Jeune femme s'accompagnant au shamisen, vers 1800.

Il s'agit bien souvent de la représentation de courtisanes, parfois de courtisanes célèbres nommément identifiées et célébrées pour leur beauté.
Avec les portraits d'acteurs de kabuki, les bijin-ga constituent l'un des sujets majeurs de l’ukiyo-e. Dans le cas des portraits d'acteurs de kabuki (yakusha-e), il s'agissait, un peu, comme les « programmes » de théâtre ou d'opéra que l'on rencontre aujourd'hui, de commémorer non seulement un acteur donné dans une pièce, mais aussi parfois une représentation précise de cette pièce.
Dans le cas des portraits de courtisanes ou de jolies femmes célèbres, il s'agissait de permettre à la classe moyenne qui se développait alors au Japon d'avoir une image de l'une de ces beautés qu'elle avait bien peu de chances de pouvoir jamais côtoyer. À l'époque d'Utamaro, il était fréquent que toutes les belles femmes soient nommément désignées sur les estampes qui les représentaient. Mais les édits de censure allèrent, à partir de 1793, jusqu'à interdire de faire figurer leur nom, à la seule exception des courtisanes du Yoshiwara, ce qui donna lieu à un nouveau jeu intellectuel pour des artistes tels qu'Utamaro, qui continua à faire figurer le nom de l'intéressée… sous forme de rébus. Mais la censure réagit dès le 8e mois de 1796, en interdisant de tels rébus.
Les artistes importants connus pour leur bijin-ga regroupent à peu près tous les grands noms de l'ukiyo-e, de Moronobu à Yoshitoshi, en passant par Kaigetsudo, Sukenobu, Harunobu, Kiyonaga, Utamaro, Eishi, Hokusai, Hiroshige, et bien d'autres encore.
C'est presque systématiquement que les artistes de l’ukiyo-e se tournèrent vers les bijin-ga, à l'exception d'artistes centrés uniquement sur le kabuki, comme le fut Sharaku.
Le genre a perduré au XXe siècle dans le mouvement de renouveau de l'ukiyo-e shin-hanga, avec des artistes comme Hirano Hakuhō.

## Quelques modèles debijin-garestées célèbres

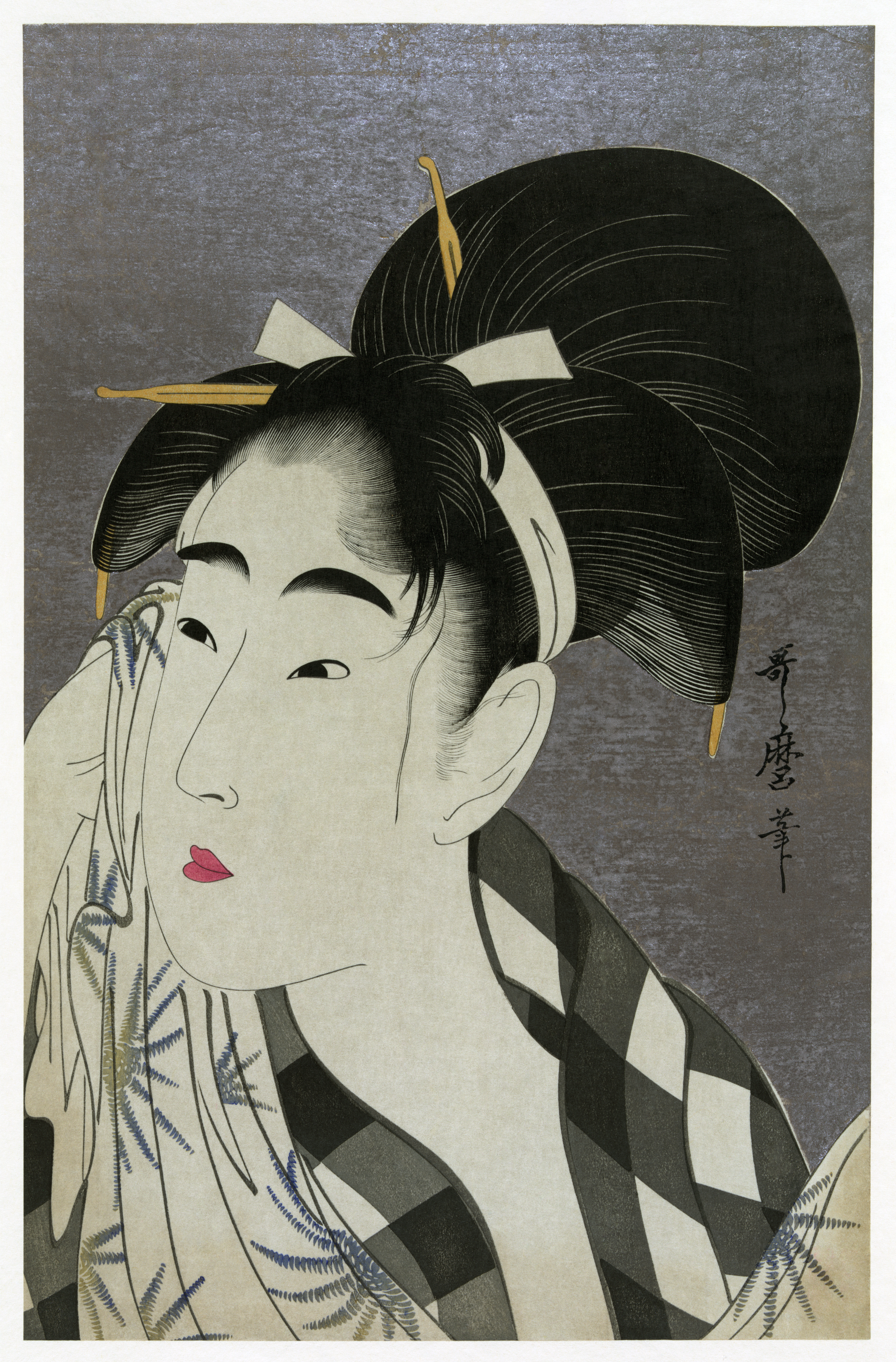
«Ase o fuku onna» (Jeune femme essuyant sa sueur) par Kitagawa Utamaro.

Certaines des modèles préférées d'Utamaro sont restées des bijin célèbres. 
En effet, Utamaro s'enorgueillissait de saisir mieux que tout autre peintre japonais la vérité psychologique de ses modèles, que l'on retrouve de façon récurrente dans son œuvre. 
C'est le cas notamment de Naniwaya Okita, de la courtisane Hanaōgi, appartenant à la maison Ōgiya, ou encore de Tomimoto Toyohina ou de Takashima Ohisa.